# Okres Gdaňsk

Administrace okresu (gminy)

Okres Gdaňsk (Gdańsk; polsky Powiat gdański, kašubsky Gduńsczi kréz) je okres v polském Pomořském vojvodství. Rozlohu má 794 km² a v roce 2019 zde žilo 118 489 obyvatel. Sídlem správy okresu je město Pruszcz Gdański, které se nachází v gdaňské aglomeraci, tzv. trojměstí.

## Gminy
Městská:
- Pruszcz Gdański

Vesnické:
- Cedry Wielkie
- Kolbudy
- Pruszcz Gdański
- Przywidz
- Pszczółki
- Suchy Dąb
- Trąbki Wielkie

## Město
- Pruszcz Gdański

## Sousední okresy
| Růžice kompasu | Kartuzy     | Gdaňsk (město) | Gdaňsk (město)    | Růžice kompasu |
| Růžice kompasu | Kościerzyna | Sever          | Nowy Dwór Gdański | Růžice kompasu |
| Růžice kompasu | Kościerzyna | Okres Gdaňsk   | Nowy Dwór Gdański | Růžice kompasu |
| Růžice kompasu | Kościerzyna | Jih            | Nowy Dwór Gdański | Růžice kompasu |
| Růžice kompasu | Starogard   | Tczew          | Malbork           | Růžice kompasu |